# Црнајка
Црнајка је насеље у Србији у општини Мајданпек у Борском округу. Према попису из 2022. у насељу је било 720 становника (према попису из 2011. било је 890 становника).
Овде се сваке године другог дана Ускрса традиционално одржава Смотра народног стваралаштва, обичаја и игара "Ускршњи дани фолклора". Ревијални део програма састоји се од наступа фолклорних група из земље и иностранства, а такмичарски од такмичења у старим пастирским играма (клис, ношење јајета на челу, ношење јајета у кашики итд.) Организатор смотре је Културно-уметничко друштво "Дели Јован" из Црнајке.

## Демографија
У насељу Црнајка према попису 2022. живи 623 пунолетних становника, а просечна старост становништва износи 46,79 година (46,18 код мушкараца и 47,51 код жена).
Према подацима пописа из 2022. у насељу има 261 домаћинства, а просечан број чланова по домаћинству је 2,76 а према истом попису у насељу има 383 стамбена објекта од којих је 272 насељено.
Становништво у овом насељу веома је нехомогено, а у последња три пописа, примећен је пад у броју становника.
|  |

| Демографија | Демографија | Демографија |
| Година      | Становника  | Становника  |
| ----------- | ----------- | ----------- |
| 1948.       | 1.413       |             |
| 1953.       | 1.460       |             |
| 1961.       | 1.554       |             |
| 1971.       | 1.343       |             |
| 1981.       | 1.330       |             |
| 1991.       | 1.256       | 1.238       |
| 2002.       | 1.099       | 1.144       |
| 2011.       | 890         |             |
| 2022.       | 720         |             |

| Етнички састав према попису из 2002.‍ | Етнички састав према попису из 2002.‍ | Етнички састав према попису из 2002.‍ | Етнички састав према попису из 2002.‍ | Етнички састав према попису из 2002.‍ |
| ------------------------------------ | ------------------------------------ | ------------------------------------ | ------------------------------------ | ------------------------------------ |
|                                      |                                      |                                      |                                      |                                      |
| Срби                                 | Срби                                 |                                      | 703                                  | 63,96%                               |
| Власи                                | Власи                                |                                      | 312                                  | 28,38%                               |
| Румуни                               | Румуни                               |                                      | 8                                    | 0,72%                                |
| Југословени                          | Југословени                          |                                      | 5                                    | 0,45%                                |
| Црногорци                            | Црногорци                            |                                      | 3                                    | 0,27%                                |
| Македонци                            | Македонци                            |                                      | 1                                    | 0,09%                                |
| Бугари                               | Бугари                               |                                      | 1                                    | 0,09%                                |
| непознато                            | непознато                            |                                      | 7                                    | 0,63%                                |

| Година пописа     | 1948. | 1953. | 1961. | 1971. | 1981. | 1991. | 2002. |
| ----------------- | ----- | ----- | ----- | ----- | ----- | ----- | ----- |
| Број домаћинстава | 306   | 319   | 352   | 353   | 346   | 346   | 372   |

| Број чланова      | 1  | 2  | 3  | 4  | 5  | 6  | 7 | 8 | 9 | 10 и више | Просек |
| ----------------- | -- | -- | -- | -- | -- | -- | - | - | - | --------- | ------ |
| Број домаћинстава | 76 | 98 | 65 | 76 | 34 | 12 | 7 | 3 | 0 | 1         | 2,95   |

| Пол    | Укупно | Неожењен/Неудата | Ожењен/Удата | Удовац/Удовица | Разведен/Разведена | Непознато |
| ------ | ------ | ---------------- | ------------ | -------------- | ------------------ | --------- |
| Мушки  | 470    | 142              | 277          | 31             | 20                 | 0         |
| Женски | 474    | 72               | 279          | 108            | 15                 | 0         |
| УКУПНО | 944    | 214              | 556          | 139            | 35                 | 0         |

| Пол    | Укупно                    | Пољопривреда, лов и шумарство | Рибарство                            | Вађење руде и камена | Прерађивачка индустрија       |
| ------ | ------------------------- | ----------------------------- | ------------------------------------ | -------------------- | ----------------------------- |
| Мушки  | 253                       | 65                            | 0                                    | 97                   | 45                            |
| Женски | 105                       | 63                            | 0                                    | 3                    | 13                            |
| УКУПНО | 358                       | 128                           | 0                                    | 100                  | 58                            |
| Пол    | Производња и снабдевање   | Грађевинарство                | Трговина                             | Хотели и ресторани   | Саобраћај, складиштење и везе |
| Мушки  | 11                        | 6                             | 7                                    | 1                    | 4                             |
| Женски | 0                         | 0                             | 8                                    | 5                    | 1                             |
| УКУПНО | 11                        | 6                             | 15                                   | 6                    | 5                             |
| Пол    | Финансијско посредовање   | Некретнине                    | Државна управа и одбрана             | Образовање           | Здравствени и социјални рад   |
| Мушки  | 0                         | 1                             | 8                                    | 1                    | 1                             |
| Женски | 1                         | 2                             | 1                                    | 1                    | 3                             |
| УКУПНО | 1                         | 3                             | 9                                    | 2                    | 4                             |
| Пол    | Остале услужне активности | Приватна домаћинства          | Екстериторијалне организације и тела | Непознато            | Непознато                     |
| Мушки  | 0                         | 0                             | 0                                    | 6                    | 6                             |
| Женски | 3                         | 0                             | 0                                    | 1                    | 1                             |
| УКУПНО | 3                         | 0                             | 0                                    | 7                    | 7                             |